# 伊東祐賢 (三重県の政治家)
伊東 祐賢（いとう すけかた、1836年5月11日（天保7年3月26日）- 1902年（明治35年）5月27日）は、幕末の津藩士、明治期の公吏・政治家。衆議院議員、三重県初代旧津市長。幼名・元太郎、謹衛。号・松濠。

## 経歴
伊勢国安濃郡津西堀端（現三重県津市）で、津藩士・第7代伊東弥右衛門祐尚の長男として生まれる。藩校有造館で斎藤拙堂、土井聱牙に師事した。1851年（嘉永4年）藩主藤堂高猷の小姓役となる。有造館の句読師に抜擢された。戊辰戦争では小隊長として出征し、中隊令士に進んだ。版籍奉還後、津藩大属に就任。廃藩置県後、安濃津県庁（現三重県庁）に出仕し、三重県権中属、同警部、朝明郡長、安濃郡長などを歴任した。
1885年（明治18年）三重県会議員に選出され、同常置委員、同副議長も務めた。1889年（明治22年）市制施行により津市が発足すると初代市長に就任。1890年（明治23年）7月、第1回衆議院議員総選挙（三重県第2区、大成会）で当選し、第2回総選挙でも再選され、衆議院議員に連続2期在任した。
また、私塾励精館を設立して館長となり、関西鉄道創立委員も務めた。

## 国政選挙歴
- 第1回衆議院議員総選挙（1890年7月）
  - 三重県第1区、無所属、落選[6]
  - 三重県第2区、大成会、当選[6]
- 第2回衆議院議員総選挙（三重県第2区、1892年2月、独立倶楽部）当選[6]
- 第3回衆議院議員総選挙（三重県第2区、1894年3月、同志倶楽部）次点落選[6]
- 第4回衆議院議員総選挙（1894年9月）
  - 三重県第1区、立憲革新党、次点落選[7]
  - 三重県第2区、立憲革新党、次点落選[8]

## 親族
- 二男 柚原完蔵（陸軍中将）[9]